# Arturo Bisetti
Arturo Bisetti (Lima, 18 de enero de 1953 - 29 de septiembre de 2005) fue un futbolista peruano que jugaba de centrocampista, destacó por su depurada técnica y su precisión con su pierna zurda. 
Fue dos veces campeón de la Primera División del Perú, con el Club Sporting Cristal en el Campeonato Descentralizado 1979, y con el Foot Ball Club Melgar, en el Campeonato Descentralizado 1981.

## Trayectoria
Cuando era aún muy joven Arturo jugó en equipos de barrio como el Carbone de Barrios Altos o el Milán de Salamanca.
Debutó en 1969 con el Porvenir Miraflores y permaneció en este equipo hasta 1971. Al año siguiente pasaría a ser parte de Atlético Grau, donde jugó hasta mediado de 1973 para luego pasar a Deportivo Municipal (1973-75). En 1976 jugó para el Club Atlético Chalaco y luego jugó una temporada y media (1977-78) con  Coronel Bolognesi y otra temporada y media con Sport Boys (1978-79). Además jugó en Sporting Cristal donde obtuvo su primer título, el Campeonato Descentralizado de 1979.
También estuvo en el histórico cuadro del F. B. C. Melgar durante dos temporadas (1981-82), allí obtuvo el campeonato de 1981, y además jugó la Copa Libertadores de 1982.  Jugó en  La Joya de Chancay  desde 1983 hasta 1986 y al año siguiente (1987) se retiró jugando en Segunda Duvisión por el Defensor Lima.

### Selección nacional
Bisetti fue parte de la selección juvenil que participó en el Sudamericano de 1971 y fue varias veces preseleccionado. Fue preseleccionado para participar en el Mundial de 1978; sin embargo, no entró en la lista final.
Jugó un partido amistoso con la selección nacional el 1 de abril de 1978, fue en el Estadio Nacional frente a Bulgaria y el partido terminó igualado 1 - 1.

## Clubes
Lista de clubes en los que jugó Arturo Bisetti.
| Club                | País | Año         |
| ------------------- | ---- | ----------- |
| Porvenir Miraflores | Perú | 1969 - 1972 |
| Atlético Grau       | Perú | 1973        |
| Deportivo Municipal | Perú | 1974 - 1975 |
| Atlético Chalaco    | Perú | 1976        |
| Coronel Bolognesi   | Perú | 1977        |
| Sport Boys          | Perú | 1978        |
| Sporting Cristal    | Perú | 1979        |
| FBC Melgar          | Perú | 1980 - 1983 |
| Juventud La Joya    | Perú | 1984 - 1985 |
| Defensor Lima       | Perú | 1986 - 1987 |

## Palmarés
| Título                    | Club             | País | Año  |
| ------------------------- | ---------------- | ---- | ---- |
| Primera División del Perú | Sporting Cristal | Perú | 1979 |
| Primera División del Perú | FBC Melgar       | Perú | 1981 |

## Vida personal
Arturo Bisetti se graduó como ingeniero industrial de la Universidad Nacional Mayor de San Marcos y trabajó durante varios años en el Banco Continental.
Falleció el 29 de setiembre de 2005, de un paro cardíaco mientras jugaba un partido de fútbol.